# 정당행위
| |
| 형법 刑法 |
| 형법학 · 범죄 · 형벌 죄형법정주의 |
| 범죄론 |
| 구성요건 · 실행행위 · 부작위범 간접정범 · 미수범 · 기수범 · 중지범 불능범 · 상당인과관계 고의 · 고의범 · 착오 과실 · 과실범 공범 · 정범 · 공동정범 공모공동정범 · 교사범 · 방조범 |
| 항변 |
| 위법성조각사유 · 위법성 · 책임 · 책임주의 책임능력 · 심신상실 · 심신미약 · 정당행위 · 정당방위 · 긴급피난 · 오상방위 · 과잉방위 · 강요된 행위                                     |
| 죄수 |
| 상상적 경합 · 연속범 · 병합죄 |
| 형벌론 |
| 사형 · 징역 · 금고 벌금 · 구류 · 과료 · 몰수 법정형 · 처단형 · 선고형 자수 · 작량감경 · 집행유예                                                                                  |
| 대인범죄 |
| 보통살인죄 · 존속살해죄 · 자살교사·방조죄 |
| 촉탁승낙살인죄 · 영아살해죄 · 낙태죄 |
| 상관살해죄 |
| 폭행죄 · 상해치사죄 · 절도죄 |
| 성범죄 · 성매매알선 · 강간죄 |
| 유괴 · 과실치사상죄 · |
| 대물범죄 |
| 손괴죄 · 방화죄 |
| 절도죄 · 강도죄 · 사기죄 |
| 사법절차 방해죄 |
| 공무집행방해죄 · 뇌물죄 |
| 위증죄 · 배임죄 |
| 미완의 범죄 |
| 시도 · 모의 · 공모 |
| 형법적 항변 |
| 자동증, 음주 & 착오 |
| 정신 이상 · 한정책임능력 |
| 강박 · 필요 |
| 도발 · 정당방위 |
| 다른 7법 영역 |
| 헌법 · 민법 · 형법 |
| 민사소송법 · 형사소송법 · 행정법 |
| 포털: 법 · 법철학 · 형사정책 |
| v • d • e • h |

정당행위(正當行爲)는 형법 제20조의 규정에 따라 위법성이 조각되는 행위를 말한다. 정당행위는 정당한 행위 일반을 의미하고 제20조는 그러한 의미를 지닌 규정으로 해석되고 있다. 따라서 정당방위, 긴급피난, 피해자의 승낙 등의 위법성 조각 사유는 본래 이러한 의미의 정당행위로 해석되기도 한다. 민법에는 정당행위 규정은 없으나, 역시 인정되고 있다.

## 조문
제20조 (정당행위) 
법령에 의한 행위 또는 업무로 인한 행위 기타 사회상규에 위배되지 아니하는 행위는 벌하지 아니한다.

## 요건
형법 제20조 소정의 ‘사회상규에 위배되지 아니하는 행위’라 함은 법질서 전체의 정신이나 그 배후에 놓여 있는 사회윤리 내지 사회통념에 비추어 용인될 수 있는 행위를 말하고, 어떠한 행위가 사회상규에 위배되지 아니하는 정당한 행위로서 위법성이 조각되는 것인지는 구체적인 사정 아래서 합목적적, 합리적으로 고찰하여 개별적으로 판단되어야 하므로, 이와 같은 정당행위를 인정하려면, 첫째 그 행위의 동기나 목적의 정당성, 둘째 행위의 수단이나 방법의 상당성, 셋째 보호이익과 침해이익과의 법익균형성, 넷째 긴급성, 다섯째 그 행위 외에 다른 수단이나 방법이 없다는 보충성 등의 요건을 갖추어야 한다.
초법규적 위법성조각사유로서, 다른 위법성조각사유인 정당방위, 긴급피난, 자구행위 등으로 위법성조각이 되지 않을 때, 마지막으로 위법성조각 심사를 하는 것이 정당행위의 여부 심사다.

## 효과
정당행위로 인정되면 형사상으로는 범죄가 성립하지 않게 된다

## 정당행위의 종류
- 법령에 의한 행위 : 법령에 의한 행위란 법령에 근거하여 정당한 권리 또는 의무로서 행하여지는 행위를 말한다. 법질서의 통일성의 관점에서 이러한 행위는 형법상 범죄의 구성요건에 해당할지라도 위법성이 조각된다. 공무원의 직무행위, 징계행위, 현행범의 체포, 치료감호 등이 이에 해당한다. 노동조합의 단체교섭·노동쟁의도 정당성이 충족되고 그 범위를 일탈하지 않는 한, 정당행위가 된다.[3][4]

- 업무에 의한 행위 : 직접 법령에 근거가 없어도 사회관념상 정당시되는 행위를 업무로 하여 행하는 경우를 말한다.

- 기타 사회상규에 위배되지 않는 행위 : 사회상당성이 있는 행위(사회통념상 비난할 수 없는 행위)를 말하는데, 추상적·포괄적 개념으로서 시대와 장소에 따라 구체적으로, 또한 국가의 이념·법질서·사회통념·관습, 목적과 수단의 정당성, 법익의 교량(較量), 필요성·보충성 등 종합적으로 판단하여 결정될 문제이다.[5]

## 판례
- 국회의원인 피고인이 구 국가안전기획부 내 정보수집팀이 대기업 고위관계자와 중앙일간지 사주 간의 사적 대화를 불법 녹음한 자료를 입수한 후 그 대화내용과 위 대기업으로부터 이른바 떡값 명목의 금품을 수수하였다는 검사들의 실명이 게재된 보도자료를 작성하여 자신의 인터넷 홈페이지에 게재한 경우, 정당행위에 해당한다고 볼 수 없다.[6].
- 사용자가 제3자와 공동으로 관리하는 공간을 관리자의 의사에 반하여 침입·점거한 경우, 비록 사용자에 대하여 정당한 쟁의행위로 평가되더라도 이를 공동으로 관리하는 제3자에 대하여서까지 위법성이 조각된다고 볼 수는 없다.[7].
- 단순히 수지침 정도의 수준에 그치지 아니하고 부항침과 부항을 이용하여 체내의 혈액을 밖으로 배출되도록 한 것이므로, 이러한 피고인의 시술행위는 의료법을 포함한 법질서 전체의 정신이나 사회통념에 비추어 용인될 수 있는 행위에 해당한다고 볼 수는 없고, 따라서 사회상규에 위배되지 아니하는 행위로서 위법성이 조각되는 경우에 해당한다고 할 수 없다[8]
- 상법상 주주의 권리행사에 관한 이익공여의 죄는 주주의 권리행사와 관련 없이 재산상 이익을 공여하거나 그러한 관련성에 대한 범의가 없는 경우에는 성립할 수 없다. 피고인이 재산상 이익을 공여한 사실은 인정하면서도 주주의 권리행사와 관련 없는 것으로서 그에 대한 범의도 없었다고 주장하는 경우에는, 상법 제467조의2 제2항, 제3항 등에 따라 회사가 특정 주주에 대해 무상으로 또는 과다한 재산상 이익을 공여한 때에는 관련자들에게 상당한 법적 불이익이 부과되고 있음을 감안하여야 하고, 증명을 통해 밝혀진 공여행위와 그 전후의 여러 간접사실들을 통해 경험칙에 바탕을 두고 치밀한 관찰력이나 분석력에 의하여 사실의 연결상태를 합리적으로 판단하여야 한다.[9]
- 甲이 주민들이 농기계 등으로 그 주변의 농경지나 임야에 통행하기 위해 이용하는 자신 소유의 도로에 깊이 1m 정도의 구덩이를 판 경우 자구행위나 정당행위에 해당하지 않는다.[10]
- 한의사 면허나 자격이 없는 甲이 한약재 달인 물을 처방하는 등 소위 통합의학에 기초하여 환자를 진찰하여 처방하는 행위는 정당행위로 인정되지 않는다.[11]
- 여자 화장실 내에서 주저앉아 있는 여자 甲이 자신의 가방을 빼앗으려고 다가오는 남자의 어깨를 순간적으로 밀친 행위는 정당행위로 인정된다.[12]
- 국회의원인 피고인이, 구 국가안전기획부 내 정보수집팀이 대기업 고위관계자와 중앙일간지 사주 간의 사적 대화를 불법 녹음한 자료를 입수한 후 그 대화내용과 위 대기업으로부터 이른바 떡값 명목의 금품을 수수하였다는 검사들의 실명이 게재된 보도자료를 작성하여 자신의 인터넷 홈페이지에 게재한 경우에는 정당행위에 해당한다고 볼 수 없다.[13]
- 신문기자인 피고인이 고소인에게 2회에 걸쳐 증여세 포탈에 대한 취재를 요구하면서 이에 응하지 않으면 자신이 취재한 내용대로 보도하겠다고 말한 것은 정당행위에 해당한다.[14]
- 형법 제20조 소정의 '사회상규에 위배되지 아니하는 행위'라 함은 법질서 전체의 정신이나 그 배후에 놓여 있는 사회윤리 내지 사회통념에 비추어 용인될 수 있는 행위를 말하고, 어떠한 행위가 사회상규에 위배되지 아니하는 정당한 행위로서 위법성이 조각되는 것인지는 구체적인 사정 아래서 합목적적, 합리적으로 고찰하여 개별적으로 판단하여야 할 것인바, 이와 같은 정당행위를 인정하려면 첫째 그 행위의 동기나 목적의 정당성, 둘째 행위의 수단이나 방법의 상당성, 셋째 보호이익과 침해이익과의 법익균형성, 넷째 긴급성, 다섯째 그 행위 외에 다른 수단이나 방법이 없다는 보충성 등의 요건을 갖추어야 한다.[15]
- 주식회사 감사인 피고인이 회사 경영진과의 불화로 한 달 가까이 결근하다가 자신의 출입카드가 정지되어 있는데도 이른 아침에 경비원에게서 출입증을 받아 컴퓨터 하드디스크를 절취하기 위해 회사 감사실에 들어간 경우, 위 방실침입행위는 정당행위에 해당하지 않는다.[16]
- 사채업자인 피고인이 채무자에게, 채무를 변제하지 않으면 채무자가 숨기고 싶어하는 과거행적과 사채를 쓴 사실 등을 남편과 시댁에 알리겠다는 등의 문자메시지를 발송한 경우, 위 협박행위는 정당행위에 해당하지 않는다.[17]
- 회사의 긴박한 경영상의 필요에 의하여 실시되는 정리해고 자체를 전혀 수용할 수 없다는 노동조합 측의 입장 관철을 주된 목적으로 하는 쟁의행위는 정당행위에 해당하지 않는다.[18]
- 시위참가자들이 경찰관들의 위법한 제지 행위에 대항하는 과정에서 공동하여 경찰관들에게 PVC파이프를 휘두르거나 진압방패와 채증장비를 빼앗는 등의 폭행행위를 한 것이 정당행위나 정당방위에 해당하지 아니한다.[19]
- 의사가 모발이식시술을 하면서 이에 관하여 어느 정도 지식을 가지고 있는 간호조무사로 하여금 모발이식시술행위 중 일정 부분을 직접 하도록 맡겨둔 채 별반 관여하지 않은 것은 정당행위에 해당하지 않는다.[20]
- 회사의 대표이사인 甲이 ‘회사직원 A가 회사의 이익을 빼 돌린다’는 소문을 확인할 목적으로, 비밀번호를 설정한 A의 ‘개인용 컴퓨터의 하드디스크’를 떼어내어 다른 컴퓨터에 연결한 다음, 의심이 드는 단어로 파일을 검색하여 메신저 대화 내용, 이메일 등을 출력한 행위는 정당행위에 해당한다.[21]

## 참고 문헌
- 임종수. "교사의 학생 협박과 정당행위의 범위에 관한 연구." 홍익법학 20.3 (2019): 477-500.
- 유용봉. "정당행위에 관한 형법적 해석론." 한국경찰연구 13.2 (2014): 189-210.
- 이미선. "언론기관의 보도에 의한 통신비밀 공개행위의 정당행위 성립요건." 사법 1.18 (2011): 245-277.
- 임종수. "교사의 학생 모욕과 정당행위." 홍익법학 20.1 (2019): 407-431.
- 박기석. "정당행위 중 사회상규의 기능과 성립범위." 한양법학 24.2 (2013): 149-166.
- 김현수. "언론보도의 정당행위 성부에 관한 고찰 대상판결: 대법원 2011.3.17. 선고 2006도8839 전원합의체 판결." 법과 정책 18.2 (2012): 87-112.
- 최호진. "정당행위에 대한 대법원 판단기준과 법이론적 분석 ―대법원 2011.3.17. 선고 2006도8839 전원합의체 판결을 중심으로―." 刑事判例硏究 30.- (2022): 93-126.
- 최병각. "정당행위와 사회상규." 刑事判例硏究 10.- (2002): 114-136.
- 최호진. "사회상규에 의한 정당행위 판단기준." 刑事判例硏究 32.- (2024): 191-216.
- 홍진영,and 김정현. "사회상규에 위배되지 아니하는 행위로서의 정당행위의 성립 요건 - 대법원 2023. 5. 18. 선고 2017도2760판결에 대한 평석을 중심으로 -." 법학논집 28.4 (2024): 117-157.
- 조인현. "정당행위의 한계와 사법행정권 행사 문제 - 판례의 위법성 판단 태도를 중심으로 -." 경찰법연구 7.1 (2009): 236-260.
- 신영호. "경찰관직무집행법상 무기의 사용과 긴급한 정당행위." 비교형사법연구 7.1 (2005): 313-342.
- 조국. "판례평석 : 교사의 체벌과 정당행위 -대상판결: 대법원 2004.6.10 선고 2001도 5380 판결-." 서울대학교 법학 48.4 (2007): 314-330.
- 김봉수. "위법성조각사유의 체계 및 경합에 관한 연구 -특히 “정당행위”와 “피해자승낙” 경합에서 나타나는 『사회상규』의 기능적 모순을 중심으로-." 비교형사법연구 10.2 (2008): 47-70.
- 이인영. "사회상규의 의미와 정당행위의 포섭범위." 刑事判例硏究 13.- (2005): 169-189.
- 조현욱. "교사의 체벌과 정당행위의 성립여부 -대법원 2004.6.10. 선고 2001도5380 판결-." 홍익법학 11.3 (2010): 407-427.
- 황산덕. "정당행위." 사법행정 6.7 (1965): 17-21.
- 김일수. "정당행위." 법학논집 25.- (1987): 117-164.
- 편집부(편집자). "[형법] 사기죄, 권리행사방해죄, 정당행위의 전제사실의 착오." 고시계 64.1 (2018): 20-26.
- 편집부(편집자). "[형법] 공무집행방해죄에 있어서 직무집행의 적법성과 정당행위." 고시계 64.11 (2019): 93-97.